# Pasquale Bondini
Pasquale Bondini, též Pasqual (1731, Ascoli Piceno - 31. října 1789, Bruneck) byl italský divadelní podnikatel a operní zpěvák.

## Život

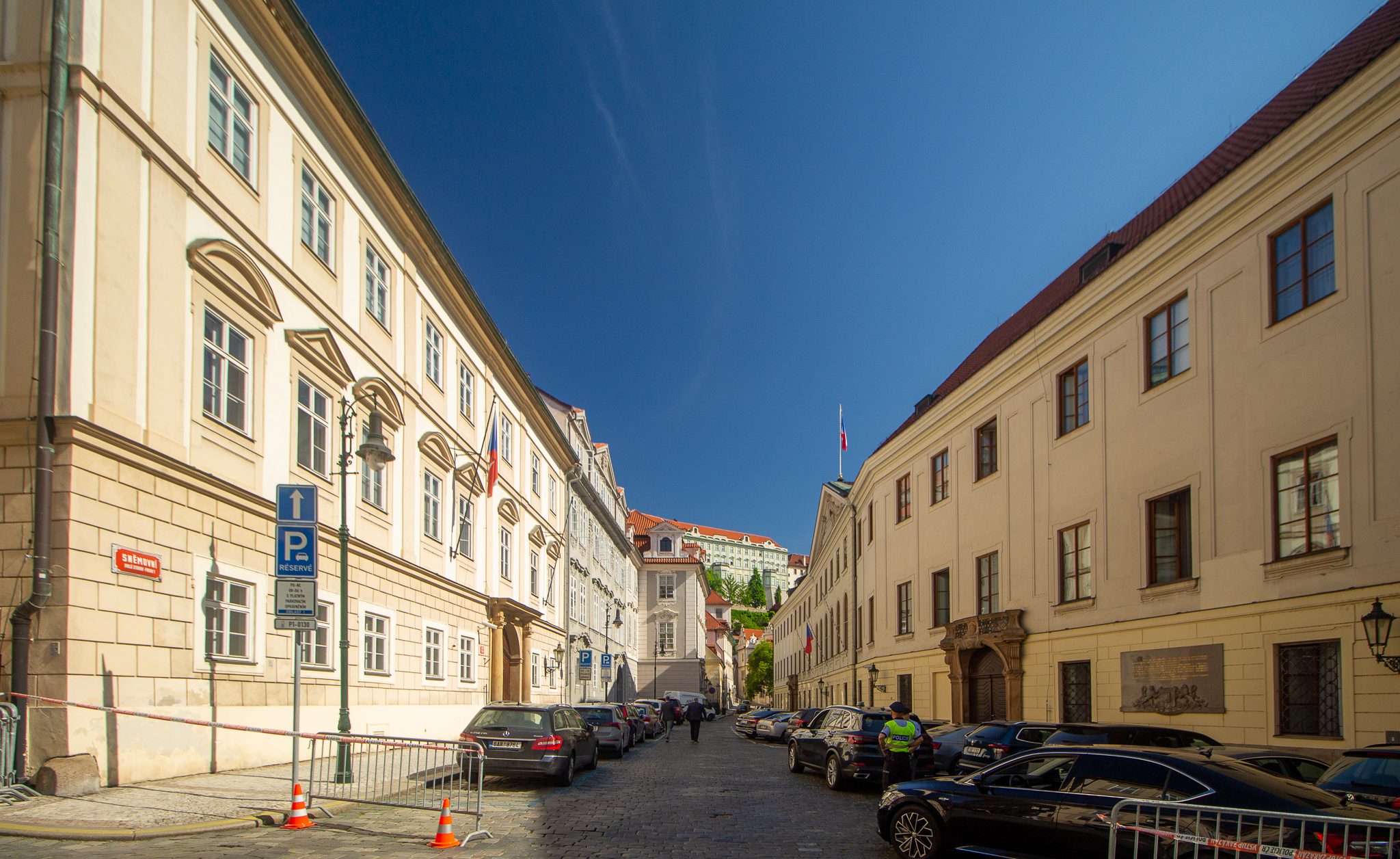
Malá Strana, Thunovský palác (vpravo), místo Bondiniho operního divadla.

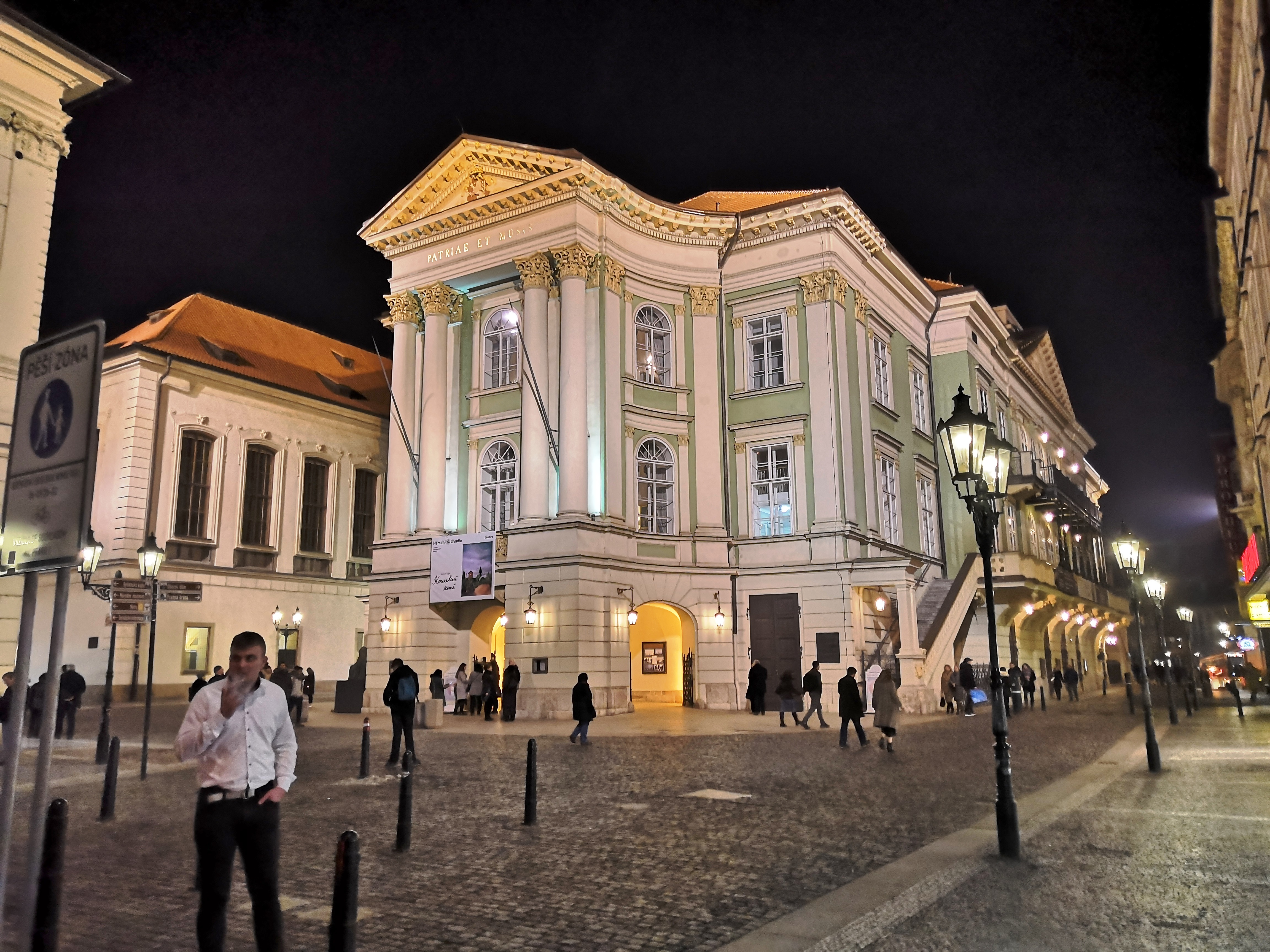
Nosticovo divadlo

V roce 1761 přišel do českých zemí, nejprve 25. října 1761 zpíval hlavní roli v inscenaci Il mondo della luna (Svět na měsíci) od Floriana Gassmanna v brněnské Redutě.
V roce 1762 se přesunul do Prahy, kde nejprve působil ve společnosti Giuseppa Bustelliho a později se osamostatnil a v roce 1776 v divadle v Kotcích se svým souborem nastudoval dvě Anfossiho opery La finta giardiniera (Mozart) a II geloso in cimento (obě 1776) a některé další.
Od roku 1777 byl ředitelem vlastní herecké společnosti, působící v Drážďanech a Lipsku, s níž od roku 1781 hostoval v Praze.
Od roku 1779 převzal řízení italské opery v Thunovském paláci na Malé Straně a pro zahájení angažoval kastráta Pietra Gherardiho. Zde nastudoval nejméně 33 představení, ponejvíce opery buffa, ale také vážnou operu pro vysokou společnost. V té době byly v paláci uváděny např. opery Josepha Schustera, Antonia Salieriho, Giovanniho Paisiella, Pasquale Anfossiho, Domenica Cimarosy i Wolfganga Amadea Mozarta. V té době spolupracoval s dvacítkou významných zpěváků, z nichž mnozí účinkovali při původních premiérách oper.
Po smrti svého předchůdce Giuseppa Bustelliho v roce 1781 se ujal italského operního provozu v Praze. Roce 1783 převzal řízení Nosticova divadla a nadále pracoval i v jiných divadelních souborech. V roce 1786 uvedl v Praze Mozartovu operu Figarova svatba, která měla díky skvělému provedení dirigenta Jana Josefa Strobacha a orchestru mimořádný úspěch. Nato si Bondini u skladatele objednal další operu, Dona Giovanniho.
Byl ženatý se svou krajankou, sopranistkou Teresou Saporitiovou a v roce 1780 se manželům narodila dcera Marianna (1780 - 1813), která byla později také operní zpěvačkou. Při pražské premiéře Mozartova Dona Giovanniho v roce 1787 Teresa Saporitiová ztvárnila roli Donny Anny, která byla napsána speciálně pro její hlas a rozsah.
V roce 1787 Pasquale Bondini ze zdravotních důvodů z Prahy odešel a odcestoval do tyrolského Brunecku, kde roku 1789 zemřel.